# Апенцел Аусерроден
Апенцел Аусерроден е един от полукантоните на Швейцария. Населението му е 53 017 жители (декември 2010 г.), а има площ от 242,86 кв. км. Административен център е град Херизау. Официалният език е немският. По данни от 2007 г. 13,22% от жителите на кантона са хора с чуждо гражданство (6959 жители). От всички жители, протестантите са 51%, а католиците 31%.